# Emicho
Emicho von Leiningen, também conhecido como Emicho von Flonheim ou simplesmente Emicho (... – ...; fl. século XI), foi Conde da Renânia no final do século XI, considerado o líder da cruzada dos alemães em 1096.

## Biografia
Emicho veio da nobre família franca dos Emichonidas, que detinha o condado de Nahegau desde o século IX, primeiro como legado dos governantes da dinastia sálica (na verdade, eles vieram dessas terras), conseguindo depois tornar hereditário o referido condado.
A ideia original da primeira cruzada pregada pelo Papa Urbano II durante o Concílio de Clermont em 1095 já havia se espalhado amplamente e dado origem a numerosos movimentos populares inspirados na pregação e orientação espiritual de Pedro, o Eremita. Os argumentos deste último sobre a Segunda Vinda de Cristo influenciaram Emicho que, por sua vez, começou a espalhar e apoiar sua versão da Segunda Vinda de Cristo, alegando que este último havia aparecido a ele pessoalmente e que ele teria confiado a ele a tarefa de cumprir a profecia sobre o "fim dos tempos".
No entanto, ele nunca chegou à Terra Santa, tornando-se famoso pelos massacres de judeus perpetrados na Renânia, em Speyer, e em outras cidades mercantes frequentadas como Colônia, Metz e Mainz.
Em Mainz, diz-se que ele matou 1 100 judeus, cujos ancestrais, segundo ele, ajudaram a matar Jesus de Nazaré. Usando espadas, flechas e lanças, a multidão matou de maneira sistemática nos dois dias seguintes, deixando apenas alguns sobreviventes que conseguiram escapar do massacre ou concordaram sob coação em se converter ao cristianismo.